# حسن صالحميدزيتش
حسن صالحميدزيتش (بالبوسنية:Хасан Салихамиджич) لاعب كرة قدم بوسني سابق في مركز الوسط الأيمن كما يجيد اللعب في مركز الظهير الأيمن

## مسيرته الكروية
لعب حسن صالحميدزيتش خلال مسيرته الاحترافية مع 5 أندية في تسعة عشر موسمًا وسجل خلالها 62 هدفًا ضمن 441 مباراة. حيث فاز في أربعة مواسم بالكأس وفي ستة مواسم بالدوري.
خاض حسن صالحميدزيتش مسيرته مع نادي هامبورغ 2 ‏ في موسم 1994–95 ولمدة موسمين، مشاركًا في 57 مباراة سجل خلالها 4 أهداف. ثم انتقل إلى نادي هامبورغ في موسم 1995–96 واستمر معه طيلة ثلاثة مواسم، حيث شارك في 72 مباراة سجل خلالها 19 هدفًا. لينتقل بعدها إلى نادي بايرن ميونخ في موسم 1998–99 ليلعب معه تسعة مواسم، مشاركًا في 236 مباراة سجل خلالها 29 هدفًا. ثم انتقل إلى نادي يوفنتوس في موسم 2007–08 ليلعب معه أربعة مواسم، مشاركًا في 61 مباراة سجل خلالها 7 أهداف. هذا وانتقل لاحقًا إلى نادي فولفسبورغ في موسم 2011–12 لمدة موسم واحد، مشاركًا في 15 مباراة سجل خلالها 3 أهداف.

## روابط خارجية
- حسن صالحميدزيتش على موقع الاتحاد الدولي (مؤرشف)  (الإنجليزية)
- حسن صالحميدزيتش على موقع الاتحاد الأوربي (الإنجليزية)
- حسن صالحميدزيتش على موقع قاعدة بيانات كرة القدم.إي يو (الإنجليزية)
- حسن صالحميدزيتش على موقع بيانات كرة القدم. دي إي (الألمانية)
- حسن صالحميدزيتش على موقع ليكيب (الفرنسية)
- حسن صالحميدزيتش على موقع ناشيونال فوتبول تيمز (الإنجليزية)
- حسن صالحميدزيتش على موقع Soccerway.com (الإنجليزية)
- حسن صالحميدزيتش على موقع عالم كرة القدم.نت (الإنجليزية)